# Bylderup-Bov
Bylderup-Bov – miasto w Danii, w regionie Dania Południowa, w gminie Aabenraa.